# Mitsuhiro Toda
Mitsuhiro Toda (戸田 光洋 Toda Mitsuhiro?), född 10 september 1977 i Miyazaki prefektur, är en japansk före detta fotbollsspelare.
Toda började sin karriär 2000 i FC Tokyo. Han spelade 140 ligamatcher för klubben. Med FC Tokyo vann han japanska cupen 2004. 2007 flyttade han till Shimizu S-Pulse. Han avslutade karriären 2008.